# Club Baloncesto Sevilla 2008-2009
Questa voce raccoglie le informazioni riguardanti il Club Baloncesto Sevilla nelle competizioni ufficiali della stagione 2008-2009.

## Stagione
La stagione 2008-2009 del Club Baloncesto Sevilla è la 20ª nel massimo campionato spagnolo di pallacanestro, la Liga ACB.
Il Siviglia nella stagione 2008-2009 ha partecipato alla Liga ACB piazzandosi al quattordicesimo posto al termine della regular season con all'attivo 10 vittorie e 22 sconfitte.

## Roster
Aggiornato al 30 luglio 2021.
| Cajasol Siviglia 2008-09 | Cajasol Siviglia 2008-09 |
| Giocatori                | Staff tecnico            |
| ------------------------ | ------------------------ |

| N. | Naz.                                        | Ruolo | Nome                 | Anno | Alt.   | Peso   |  |
| -- | ------------------------------------------- | ----- | -------------------- | ---- | ------ | ------ |  |
| 4  | Spagna (bandiera)                           | P     | Juan Alberto Aguilar | 1988 | 188 cm | 80 kg  |  |
| 5  | Spagna (bandiera)                           | C     | Juanjo Triguero      | 1983 | 208 cm | 113 kg |  |
| 6  | Stati Uniti (bandiera)                      | P     | Elmer Bennett        | 1970 | 183 cm | 77 kg  |  |
| 7  | Stati Uniti (bandiera) · Georgia (bandiera) | P     | Tyrone Ellis         | 1977 | 195 cm | 85 kg  |  |
| 10 | Stati Uniti (bandiera)                      | P     | DeJuan Collins       | 1976 | 188 cm | 85 kg  |  |
| 11 | Stati Uniti (bandiera)                      | P     | Tyus Edney           | 1973 | 178 cm | 78 kg  |  |
| 11 | Spagna (bandiera)                           | G     | Joaquín Bonhome      | 1986 | 194 cm |        |  |
| 14 | Spagna (bandiera)                           | P     | Pedro Rivero         | 1979 | 186 cm | 74 kg  |  |
| 15 | Spagna (bandiera)                           | C     | Iñaki de Miguel (C)  | 1973 | 205 cm | 100 kg |  |
| 20 | Serbia (bandiera)                           | AG    | Duško Savanović      | 1983 | 204 cm | 102 kg |  |
| 21 | Polonia (bandiera)                          | AC    | Michał Ignerski      | 1980 | 207 cm | 106 kg |  |
| 22 | Stati Uniti (bandiera)                      | AG    | Nik Caner-Medley     | 1983 | 203 cm | 106 kg |  |
| 24 | Stati Uniti (bandiera)                      | G     | Clay Tucker          | 1980 | 196 cm | 93 kg  |  |
| 31 | Spagna (bandiera)                           | G     | Andrés Miso          | 1979 | 198 cm | 88 kg  |  |
| 33 | Serbia (bandiera)                           | C     | Mile Ilić            | 1984 | 216 cm | 111 kg |  |
| 34 | Serbia (bandiera)                           | PG    | Branko Milisavljević | 1976 | 193 cm | 90 kg  |  |
| 41 | Stati Uniti (bandiera)                      | AC    | Warren Carter        | 1985 | 206 cm | 100 kg |  |
| 41 | Spagna (bandiera)                           | C     | Xavi Rey             | 1979 | 210 cm | 108 kg |  |
| 55 | Italia (bandiera)                           | P     | Andrea Pecile        | 1980 | 187 cm | 87 kg  |  |

| Allenatore |
| - Manel Comas (fino al 17 novembre) - Ángel González Jareño (dal 18 novembre fino al 23 novembre) - Pedro Martínez Sánchez (dal 23 novembre)                           |
| Assistente/i |
| - Ángel González Jareño (fino al 18 novembre e dal 23 novembre) - Antonio Jarana - Diego Ocampo (dal 23 novembre) Legenda - (C) Capitano - (IN) Inattivo - Infortunato |

## Mercato

### Sessione estiva
| Acquisti | Acquisti           | Acquisti            | Acquisti      | Acquisti |
| R.a      | Nome               | da                  | Modalità      |          |
| -------- | ------------------ | ------------------- | ------------- | -------- |
| AC       | Warren Carter      | Selçuk Üniversitesi | definitivo    |          |
| P        | Pedro Rivero       | Los Barrios         | definitivo    |          |
| AG       | Duško Savanović    | UNICS Kazan'        | definitivo    |          |
| C        | Juanjo Triguero    | Murcia              | definitivo    |          |
| P        | Andrea Pecile      | Granada             | definitivo    |          |
| C        | Mile Ilić          | Bilbao Berri        | definitivo    |          |
| P        | Antonio Bustamante | Ciudad de Huelva    | fine prestito |          |

| Cessioni | Cessioni           | Cessioni          | Cessioni       | Cessioni |
| R.       | Nome               | a                 | Modalità       |          |
| -------- | ------------------ | ----------------- | -------------- | -------- |
| P        | Aaron Miles        | Paniōnios         | fine contratto |          |
| AG       | Michalīs Kakiouzīs | Efes Pilsen       | fine contratto |          |
| C        | Antonio Bueno      | Fuenlabrada       | fine contratto |          |
| G        | Jesús Cilla        | Free agent        | fine contratto |          |
| C        | Andrew Betts       | Free agent        | fine contratto |          |
| P        | Antonio Bustamante | Canarias Tenerife | fine contratto |          |

### Dopo l'inizio della stagione
| Acquisti | Acquisti             | Acquisti         | Acquisti         | Acquisti   |
| R.       | Nome                 | da               | Data             | Modalità   |
| -------- | -------------------- | ---------------- | ---------------- | ---------- |
| P        | Tyus Edney           | Free agent       | 18 novembre 2008 | definitivo |
| P        | DeJuan Collins       | Lokomotiv Kuban' | novembre 2008    | definitivo |
| AG       | Nik Caner-Medley     | Free agent       | 5 dicembre 2008  | definitivo |
| PG       | Branko Milisavljević | Lietuvos rytas   | 20 gennaio 2009  | definitivo |
| C        | Xavi Rey             | Barcellona       | 15 gennaio 2009  | definitivo |
| G        | Clay Tucker          | B.K. Kiev        | febbraio 2009    | definitivo |
| G        | Joaquín Bonhome      | Qalat            | 28 aprile 2009   | definitivo |

| Cessioni | Cessioni       | Cessioni   | Cessioni        | Cessioni    |
| R.       | Nome           | a          | Data            | Modalità    |
| -------- | -------------- | ---------- | --------------- | ----------- |
| P        | Elmer Bennett  |            | 21 ottobre 2008 | ritirato    |
| AC       | Warren Carter  | Free agent | 5 dicembre 2008 | rescissione |
| P        | Tyus Edney     | Free agent | 5 dicembre 2008 | rescissione |
| P        | Andrea Pecile  | Breogán    | febbraio 2009   | rescissione |
| P        | DeJuan Collins | Free agent | febbraio 2009   | rescissione |
| C        | Mile Ilić      | Donec'k    | 27 marzo 2009   | rescissione |